# 熨斗家族
《熨斗家族》是韓國KBS 2TV自2024年9月28日至2025年1月26日間播映的特別企劃週末電視劇，由《加油，我的人生》的成俊海執導、《嫉妒的化身》的徐淑香編劇，並由金正賢、琴世祿主演。劇集描繪家庭間溫暖的愛情與激烈的衝突，提供現代社會反思家庭意義的機會。
香港、東南亞、中東及南非等16個地區由Viu發行，與韓國同日跟播。其他海外發行平台包括Kocowa、Viki等。

## 製作
2024年3月27日，iMBC報導本劇將接檔《美女與純情男》，由成俊海執導、徐淑香編劇、金正賢主演，而這也是金正賢繼《嫉妒的化身》後，再次參演徐淑香的作品。本劇聚焦清廉洗衣店家族三代成員，講述意外之財可以燙平皺摺，並為家人帶來熨燙夢想的希望，是一部家庭黑色喜劇，並由KeyEast、Monster Union共同製作。媒體推測因KBS週末劇收視大不如前，所以找來擅長撰寫迷你劇的徐淑香執筆週末劇，集數也自50集縮減至36集，透過週末劇「進步」的舉措，企圖吸引更多年輕觀眾。
4月18日，《朝鮮體育報》報導琴世祿將擔綱主演，扮演患有視覺障礙的李多林。5月28日，News1報導崔泰俊加入主演陣容，飾演住在清廉透天厝屋塔房的男子車太雄。
6月20日，SPOTV新聞報導楊惠智加入演出陣容，飾演李多林的姊姊李次林，而這是楊惠智首次挑戰中長劇。6月24日，10 Asia報導男團INFINITE成員李成烈也將首次挑戰KBS週末劇，飾演青林派出所警衛崔炯喆。
7月底至8月，正式確定本劇由金正賢、琴世祿、崔泰俊、楊惠智主演，李成烈也確定出演，並陸續宣布申鉉濬、朴志暎、金惠恩、金英玉、朴仁煥、吳英實、金宣敬、卞玧情（변윤정）、王智慧、趙福來、金賢俊、河序昀、姜德重加入演出陣容。申鉉濬是時隔8年回歸小螢幕，金英玉、朴仁煥則是繼《王龍一家》後，時隔35年再度在KBS電視劇中扮演夫妻。
8月6日，釋出讀本會議影像，並由徐墉秀共同執導。8月20日，釋出首支預告，並敲定於9月28日晚間7點55分開播。9月20日，將播出時間延後5分鐘至晚間8點。10月17日，宣布趙美玲將特別出演。

## 演員與角色
- 金正賢飾演徐康主[2][3]

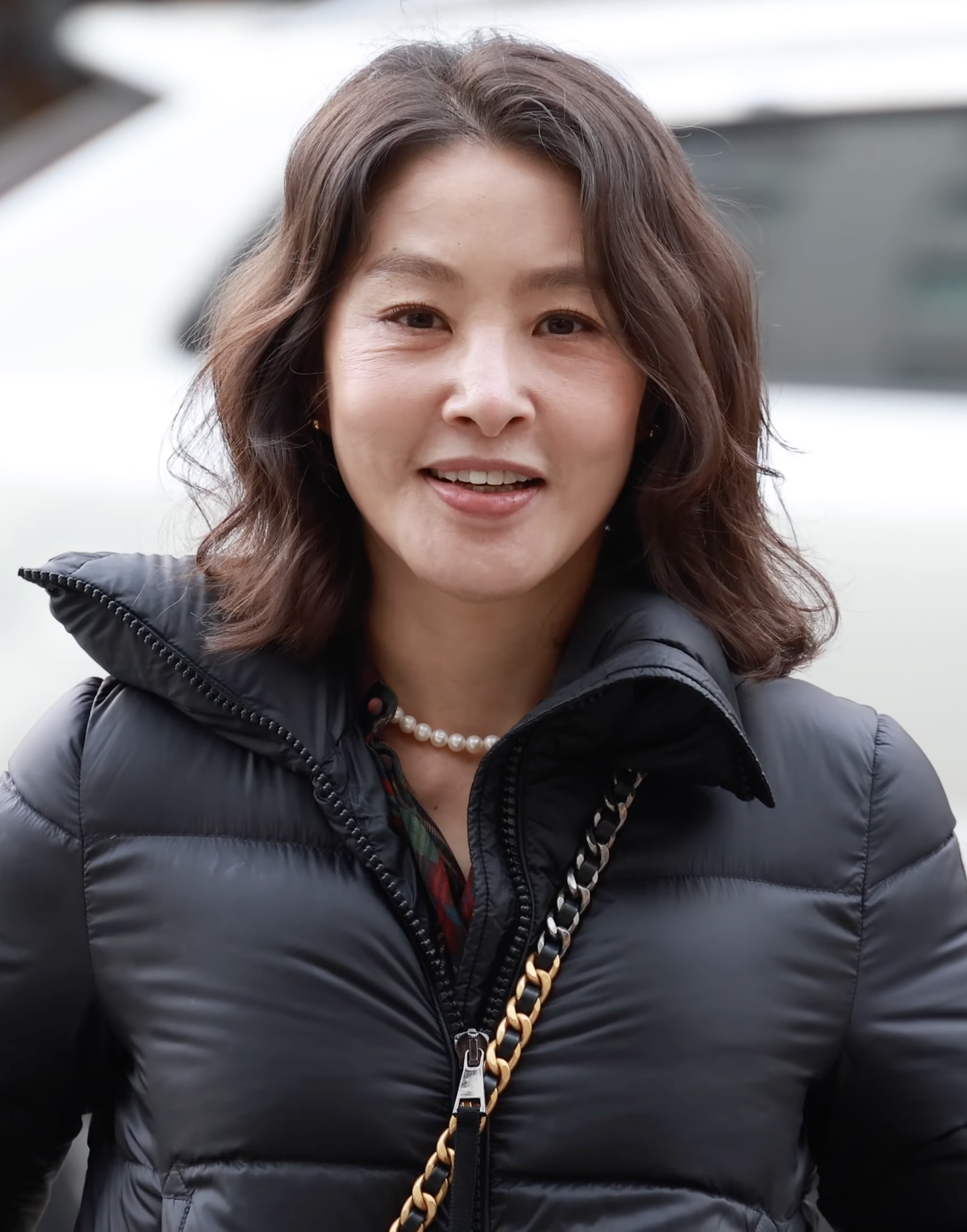
朴志暎飾演高鳳熙

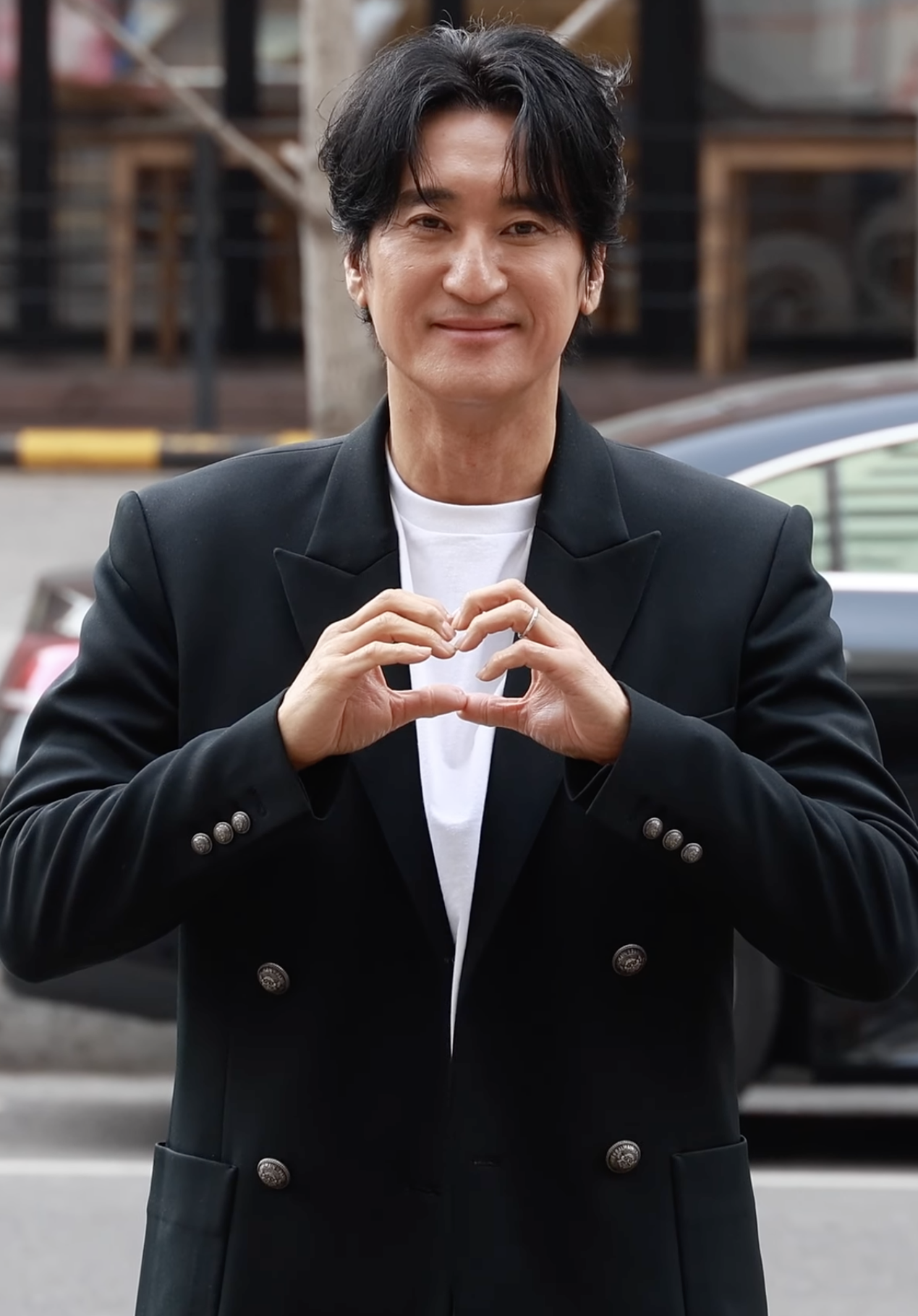
申鉉濬飾演智勝敦

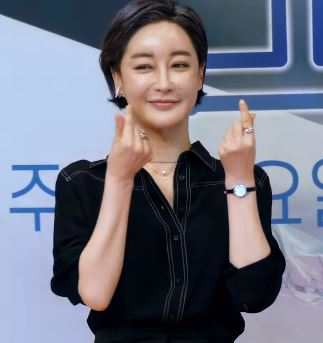
金惠恩飾演白志娟

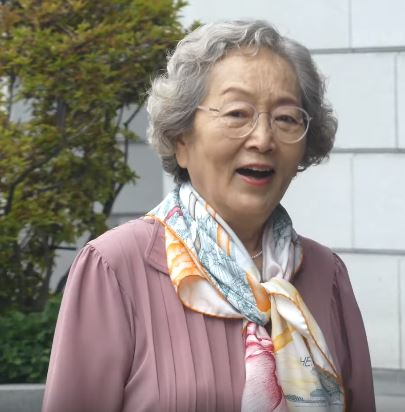
金英玉飾演安吉禮

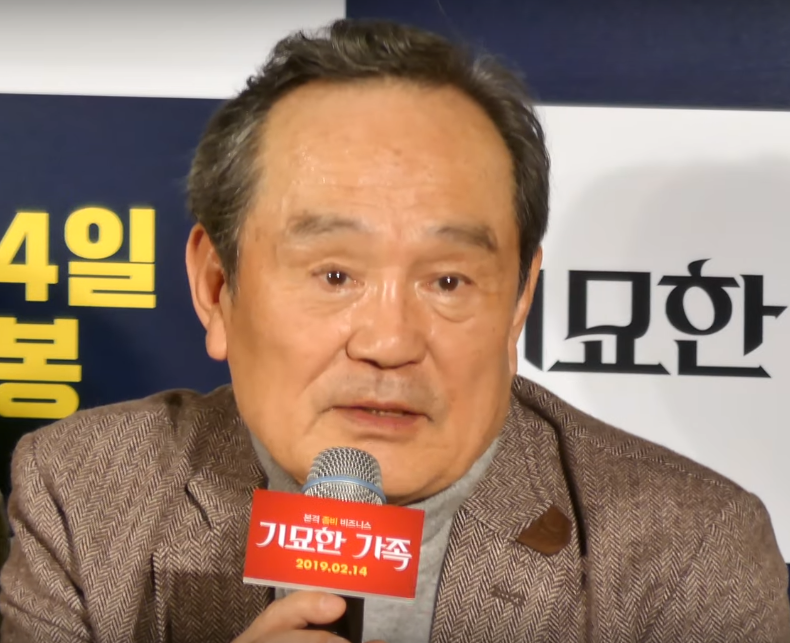
朴仁煥飾演李萬得

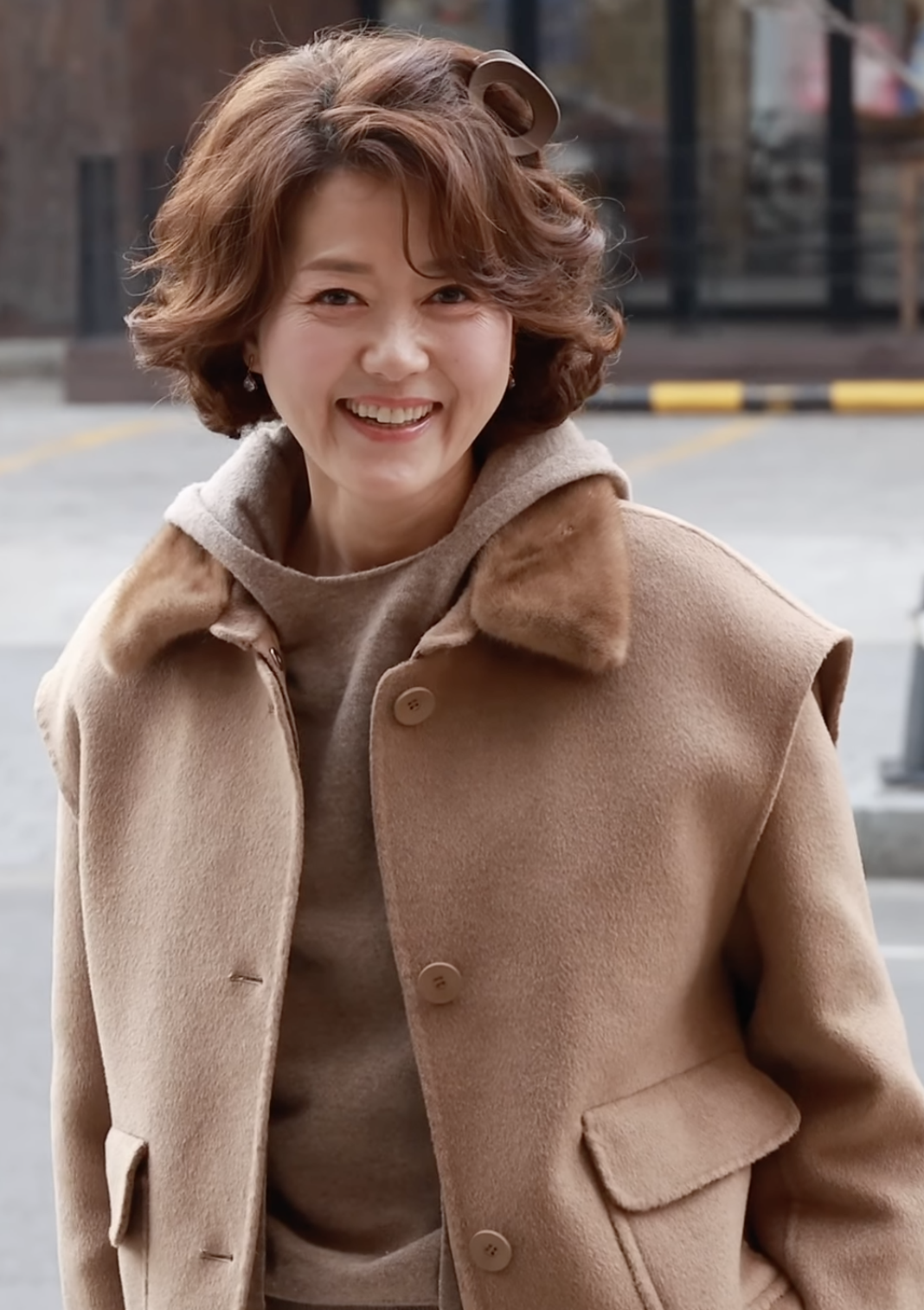
吳英實飾演裴海子

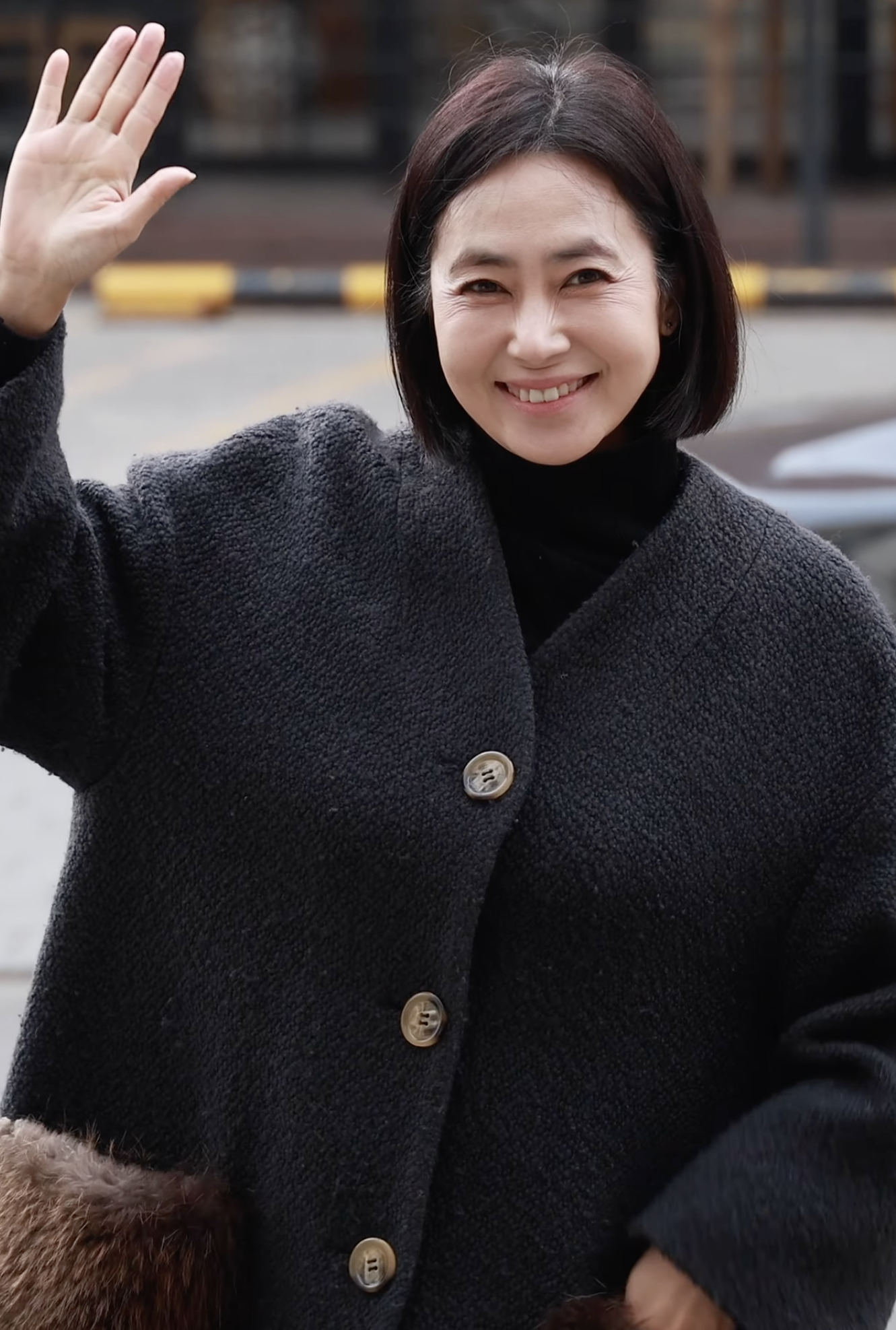
金宣敬飾演尹美鈺

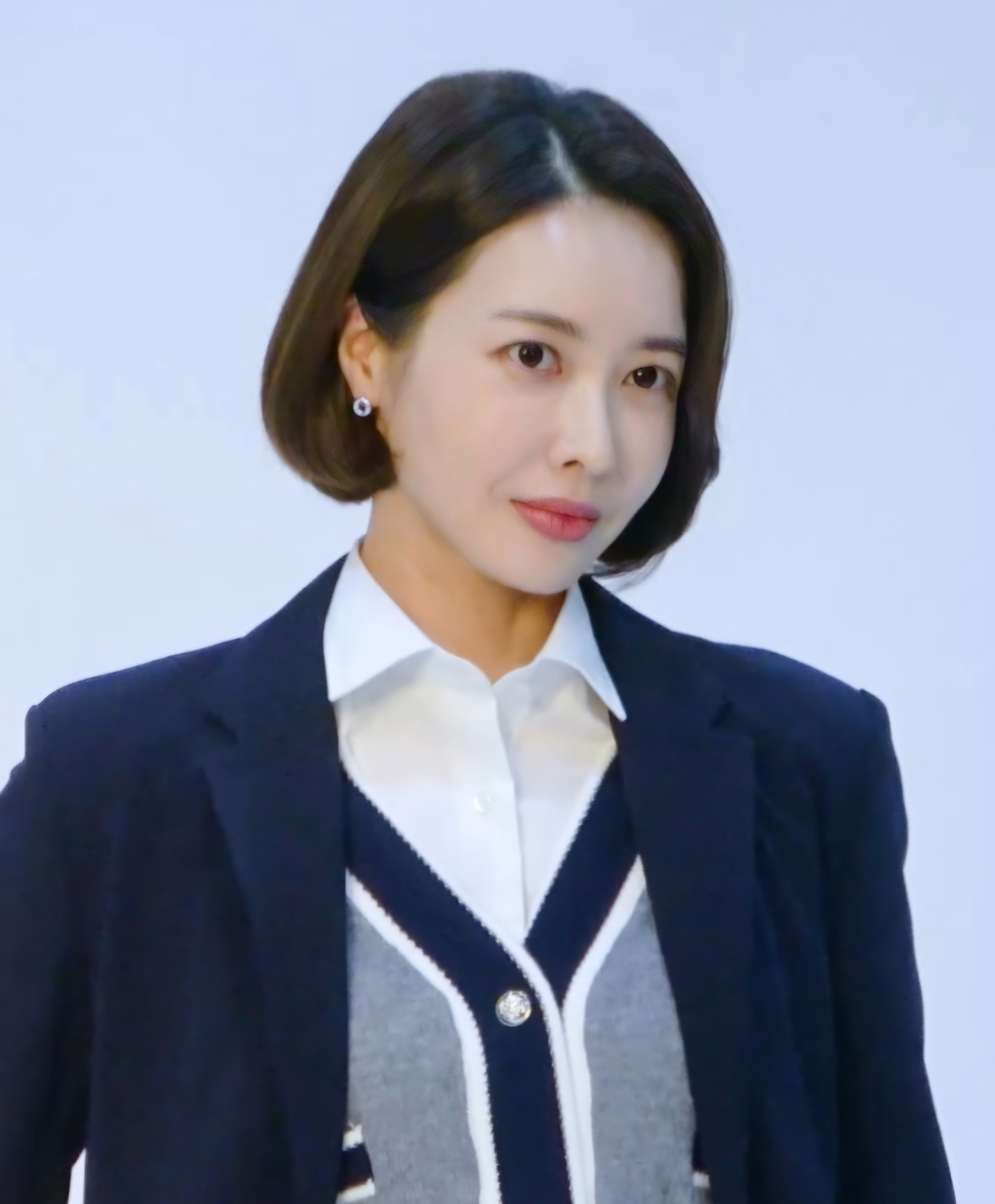
王智慧飾演李美妍

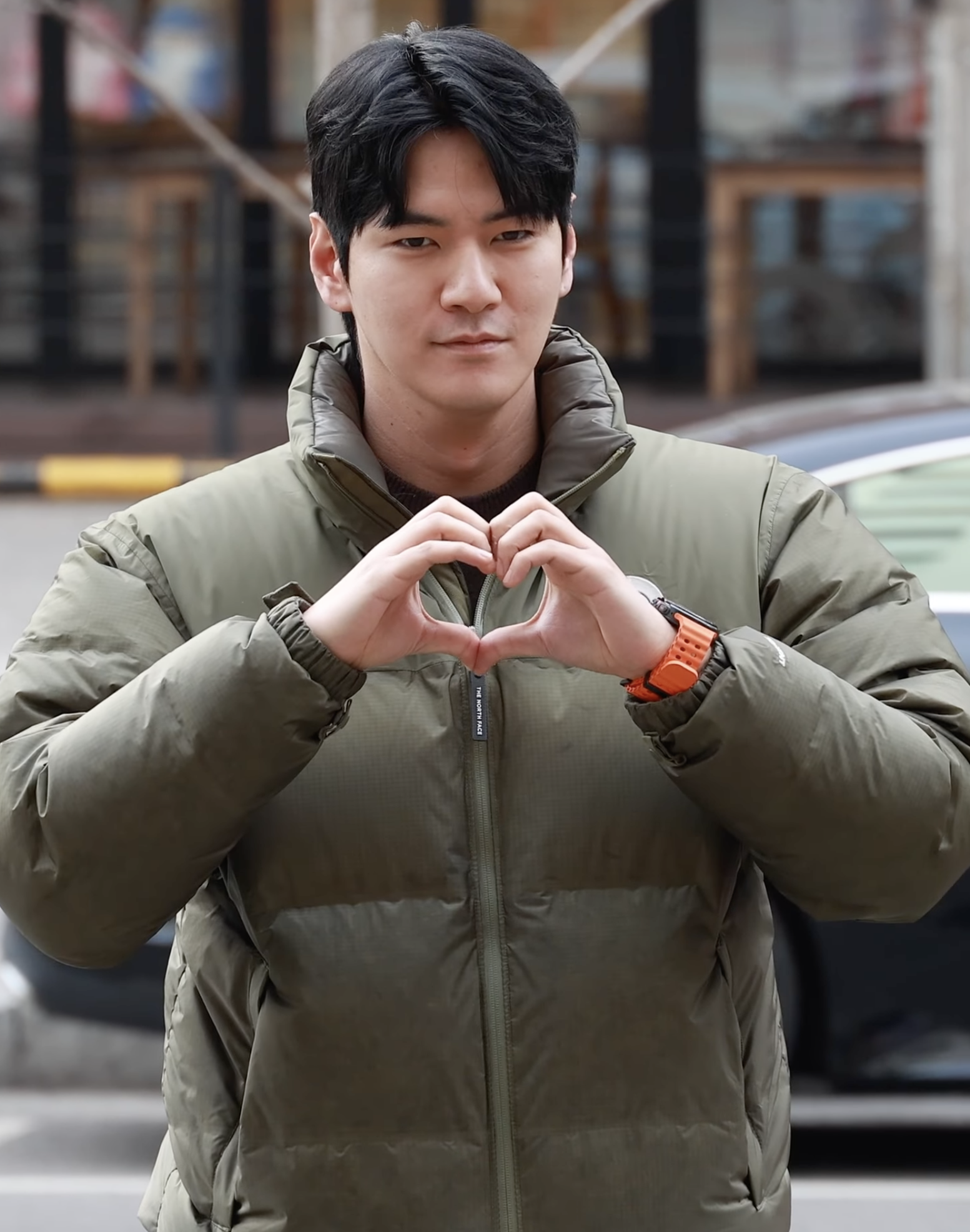
飾演李武林

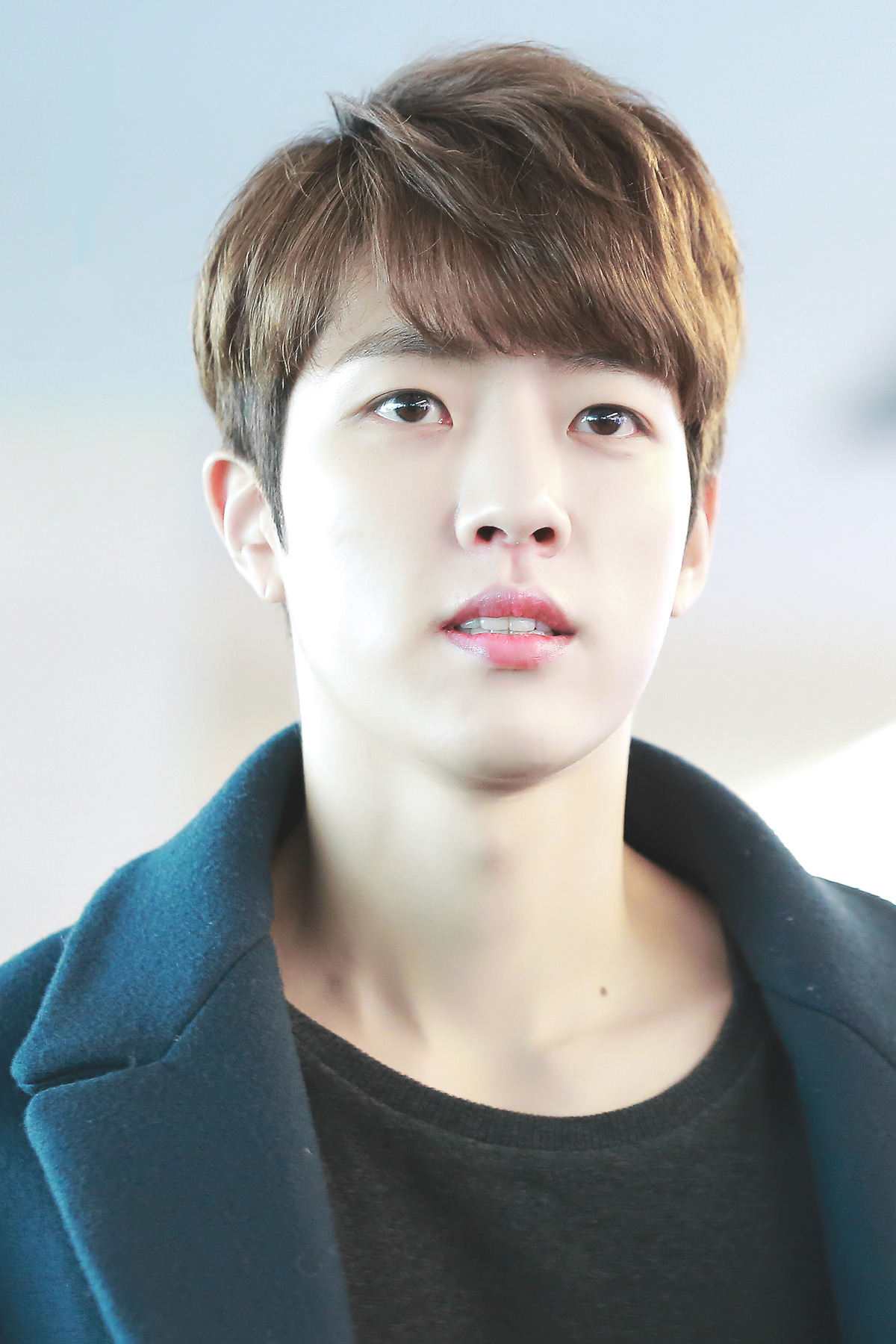
李成烈飾演崔炯喆

青林洞最富有的富家公子，也是智勝集團的常務。因為母親再婚，而首次有了「父親」。他和繼父的關係比誰都要好，並夢想成為一個有人情味的有錢人。在入伍之前，和同校同學李多林有過難忘的回憶。8年後，當他與多林重逢時，卻因虛張聲勢、口不擇言，而和多林交惡，結下迂迴曲折的緣分，甚至因為一場意外，而遭致所有人的嫌惡。
- 琴世祿（童年：金詩宇（朝鲜语：김시우 (여자 배우)））飾演李多林[5][19]

清廉洗衣店的小女兒，患有退化性視網膜疾患，屬視覺障礙1級低視力。14歲開始視野逐漸變窄；20歲後視力變弱，看不太見周遭環境；30歲後完全喪失視力。儘管如此，她仍充滿朝氣，並保持著沒什麼大不了的心態，也不容許他人的同情。雖然奇跡般地找到了治療方法，但因治療費高達數億元而深受挫折。當做夢的希望都變成折磨時，她與有過難忘回憶的康主重逢，延續了兩人糾纏不清的緣分。
- 朴志暎飾演高鳳熙[11]

清廉洗衣店第2代經營人，三姊弟的母親。代替早逝的丈夫，悉心照料傷心的公婆，並協助經營洗衣店的韓國媳婦，堪稱21世紀孝媳。她希望自己能比患上不治之症的女兒多林多活一週，是這時代真正的媽媽。
- 申鉉濬飾演智勝敦[11]

智勝集團會長，充滿氣場、姿態十足又時尚，有著就算被刺傷也不流半滴血的個性。大學時期，受到戀人的傷害，從此最為厭惡謊言，但也因此喜歡率直的志娟。渴望疼愛的繼子康主，如小狗般追隨著他，而他也將康主視如己出般嚴厲教導。當他得知妻子隱瞞了一個天大的秘密後，夫妻關係陷入危機，同時，也因發現自己過去的失誤所遭致的嚴重後果，而大受打擊。
- 金惠恩飾演白志娟[11]

康主的母親。純真又天真，就像喝水般自然地惹人愛，是個可愛兼具優雅的富家夫人。私債市場大老的女兒出身，自幼過著富足的生活，是個從過去、現在到未來都漂漂亮亮的貴夫人。當丈夫發現她隱瞞了15年的秘密後，面臨人生最大的關卡。
- 崔泰俊飾演車太雄[6][9]

清廉透天厝屋塔房租客，洗衣店計時人員。有著和藹、多情的性格。一出生就遭到拋棄，在孤兒院長大成人。成年後，帶著500萬韓圓初出社會，隻身一人活在世上。當他流浪街頭時，遇見了高鳳熙，首次感受到人的溫暖。從此，便在清廉洗衣店工作，不僅和清廉洗衣店家族親如家人，對多林而言猶如親哥哥般的存在。
- 楊惠智飾演李次林[7][9]

李家三姊弟的大姊，人稱青林洞美人，是智勝集團新進設計師。有著渴望金錢的慾望，因此有錢男人是她的理想型，同時也是個有時尚品味、好惡分明、獨立、戀愛觀又毫無顧忌的MZ世代。由於母親較為關注妹妹多林，因此缺乏親情，但她性格積極，會以缺點作為動力，勇於開闊。
- 金英玉飾演安吉禮[12]

多林的奶奶，對媳婦鳳熙抱持著歉疚之心。同丈夫用熨燙技能穿梭沒有人情的世界，膝下子女也都全數成家。她不希望兒女埋在滿是棉絮的洗衣店，但埋首於司法考試的兒子卻先走一步。當她為了祭祀逝世的兒子，而上山採蕨時，遇到做夢也想不到的事，並迎來人生的轉捩點。
- 朴仁煥飾演李萬得[12]

多林的爺爺，同樣對媳婦將青春年華奉獻給家庭感到心疼。總是稱呼妻子為「姐姐」，是個惹人厭卻可愛的年下丈夫。每天需要服用很多藥物，宛如行走的綜合病院。當他將洗衣店交給媳婦經營，準備安享晚年時，卻和妻子一同捲入駭人的事件。
- 吳英實飾演裴海子[13]

志娟的老友，烤肉店社長的丈母娘。寶貝女兒逝世後，以照料孫女為由前來探望，最後留下和女婿、孫女同住。父母在白家工作，因此從小就和志娟關係親近。和鄰居鳳熙、美景有著喪夫的相同經歷，並一同度過更年期的悲歡。
- 金宣敬飾演尹美鈺[13]

清廉警察署署長。
- 卞玧情（변윤정）飾演卜美景[13]

清廉不動產「卜美景公認仲介社」社長，是清廉洞版圖最廣的社長。和同樣喪夫的鳳熙、海子是莫逆之交，且與太雄有著無人知曉的秘密關係。
- 王智慧飾演李美妍[13]

吉禮與萬得老來得不成熟的女兒。漂亮又有個性，並嫁給了家境不錯的會計師，但因丈夫外遇，現正分居中。突然被棄於世界的她，已經養成浪費、虛榮的心，年屆40也沒有謀生能力。然而，飽經憂患的她，卻犯下了一件令清廉洗衣店家族深受衝擊的事件。
- 趙福來飾演南基篤[13]

生活單純的烤肉店社長，為了家庭而賣力工作。話不多，個性也不討喜，但他的行動會使人感到溫暖。由於女兒和岳母很投合，令他顯得更加孤單。
- 金賢俊飾演李武林[13]

清廉洗衣店長男，清廉警察署警查。父親死後，決定代替母親成為一家之主。倔強、不知變通但細心又深思熟慮，是個即便身處在艱困環境，仍堅定實踐夢想的FM刑警。與同事交往了兩年，但不擅表達、善於擁抱。在收到母親晴天霹靂般的請求後，壓抑的悲傷傾瀉而出。
- 河瑞允飾演宋秀智[13]

美鈺的女兒，武林的女友，警大出身。只要喜歡，就會積極爭取。當武林進入她眼眸，便勇於追求，終於發展成戀人。她從未向他人透露母親的身份，是個公私分明的人。擔任巡查期間，和炯哲搭擋，後來被調到武林所在的刑事組。
- 李成烈飾演崔炯喆[8][10]

青林派出所警衛。雖然是警大畢業的人才，但父親是教授、母親是畫家、哥哥是檢察官、姊姊是醫師，因此對於自己被視為家中表現最差的孩子感到不滿，不過他仍對自己的職業感到驕傲。
- 劉一漢飾演劉組長

智勝集團TF事務室組長。
- 周清晨飾演金DD

智勝集團TF事務室設計總監。
- 姜德重飾演吳民基[14]

勝敦的司機。與賭場老闆密謀偷錢還賭債，雖然知道竊來的錢的出處，但獲減輕量刑後，選擇獨自扛下、閉上嘴巴。
- 鄭瑞妍飾演南春

基篤唯一的女兒，國小生。非常喜歡洗衣店的多林姐姐，是個用光明能量照亮清廉洞小巷的孩子。
- 韓受澔（한수호）飾演崔信

美妍的兒子，國小生。即將離婚的父母都不想扶養他，並長期看著父母爭執。雖然有禮貌又穩重，但因幼年成長環境，個性有些帶刺。同時，他認為人各有命，於是加入「初等醫大班」學院，夢想成為一名醫師。

### 特別出演
- 李原種飾演白熊[17]

志娟的父親，私債市場大老。從身無分文開始起家，累積了巨大的財富，並交付了一個秘密給唯一的女兒。
- 申正允飾演崔商鎬[17]

會計師，清廉洗衣店唯一的女婿，與妻子美妍的關係岌岌可危。
- 李奎浩飾演楊吉順[17]

充滿神秘的男子，當吉禮、萬得在意想不到的場所撞見他，人生迎來轉捩點。
- 趙美玲飾演盧瑪莉[18]

勝敦大學時期的初戀，因為撒了一個致命的謊言，而和勝敦分手。如今，她再次帶著一個秘密，出現在勝敦面前。

## 迴響
韓國蓋洛普調查千名18歲以上的韓國民眾，本劇獲得2.7%的喜好度，與SBS綜藝節目《Running Man》並列2024年10月「喜愛的放送影像節目」第6名。11月喜好度上升至3.4%，位居第2名，僅次於tvN土日劇《正年》。12月喜好度下跌至2.5%，位居第3名，居於JTBC土日劇《玉氏夫人傳》、MBC綜藝節目《我獨自生活》之後。2025年1月喜好度小幅回升至2.6%，與《我獨自生活》並列第5名。

### 收視率
《熨斗家族》於2024年9月28日在韓國地上波KBS 2TV開播，首集取得14.1%的收視率，雖仍保持KBS週末劇收視冠軍的位置，但仍低於前一檔《美女與純情男》的開播收視（15.3%）與完結收視（21.4%）。第6集的20至49歲收視達3.2%；最終第36集則創下自身最高收視19.7%，瞬間收視最高達22.6%，且曾連續5週收視上漲。
與其他同期播映的週末劇相比，本劇收視高於同屬地上波的SBS金土劇《來自地獄的法官》、《熱血司祭2》、《我的完美秘書》，與MBC金土劇《白雪公主非死不可—Black Out》、《如此親密的背叛者》、《現在撥打的電話》、《加州汽車旅館》，以及MBC外購的Disney+原創影集《Moving 異能》；也高於綜合編成頻道的JTBC土日劇《貞淑的推銷》、《玉氏夫人傳》，與TV朝鮮週末迷你劇《DNA Lover》，以及Channel A土日劇《結婚吧You》、《Check-In 漢陽》；還有有線電視的tvN土日劇《媽媽朋友的兒子》、《正年》、《愛在獨木橋》、《問問星星吧》（同樣由徐淑香執筆）。播出首週，位居韓國地上波週間收視第3名，第2週起共有15週躋身週間收視冠軍，10月第3週則被2026年國際足協世界盃外圍賽 – 亞洲區第三圈的轉播超越而下跌至第2名。
| 集數 | 集數      | 每季集數 | 每季集數 | 每季集數 | 每季集數 | 每季集數 | 每季集數 | 每季集數 | 每季集數 | 每季集數 | 每季集數 |
| 集數 | 集數      | 1        | 2        | 3        | 4        | 5        | 6        | 7        | 8        | 9        | 10       |
| ---- | --------- | -------- | -------- | -------- | -------- | -------- | -------- | -------- | -------- | -------- | -------- |
|      | 第1-10集  | 2.393    | 2.504    | 2.325    | 2.644    | 2.490    | 2.803    | 2.505    | 2.829    | 2.416    | 2.999    |
|      | 第11-20集 | 2.567    | 2.925    | 2.614    | 2.878    | 2.761    | 3.046    | 2.524    | 3.017    | 2.775    | 2.916    |
|      | 第21-30集 | 2.489    | 2.887    | 2.580    | 2.872    | 2.629    | 3.148    | 2.599    | 2.720    | 3.222    | 3.511    |
|      | 第31-36集 | 3.270    | 3.565    | 3.108    | 3.484    | 3.364    | 3.709    | –        | –        | –        | –        |

| 集數 | 播出日期       | 尼爾森全國收視率 | 尼爾森全國收視率 | 尼爾森首都圈收視率 | 尼爾森首都圈收視率 |
| 集數 | 播出日期       | 家庭戶比例       | 人數（百萬）     | 家庭戶比例         | 人數（百萬）       |
| ---- | -------------- | ---------------- | ---------------- | ------------------ | ------------------ |
| 1    | 2024年9月28日  | 14.1%            | 2.393            | 12.6%              | 1.420              |
| 2    | 2024年9月29日  | 14.5%            | 2.504            | 12.8%              | 1.472              |
| 3    | 2024年10月5日  | 14.4%            | 2.325            | 12.3%              | 1.314              |
| 4    | 2024年10月6日  | 15.4%            | 2.644            | 14.3%              | 1.600              |
| 5    | 2024年10月12日 | 14.7%            | 2.490            | 13.5%              | 1.496              |
| 6    | 2024年10月13日 | 16.0%            | 2.803            | 15.1%              | 1.728              |
| 7    | 2024年10月19日 | 15.3%            | 2.505            | 13.3%              | 1.449              |
| 8    | 2024年10月20日 | 16.2%            | 2.829            | 15.0%              | 1.671              |
| 9    | 2024年10月26日 | 14.6%            | 2.416            | 13.5%              | 1.357              |
| 10   | 2024年10月27日 | 17.6%            | 2.999            | 16.5%              | 1.820              |
| 11   | 2024年11月2日  | 15.2%            | 2.567            | 13.1%              | 1.469              |
| 12   | 2024年11月3日  | 17.1%            | 2.925            | 16.3%              | 1.770              |
| 13   | 2024年11月9日  | 15.1%            | 2.614            | 14.2%              | 1.581              |
| 14   | 2024年11月10日 | 16.7%            | 2.878            | 15.1%              | 1.652              |
| 15   | 2024年11月16日 | 16.1%            | 2.761            | 14.7%              | 1.651              |
| 16   | 2024年11月17日 | 17.8%            | 3.046            | 16.3%              | 1.796              |
| 17   | 2024年11月23日 | 15.6%            | 2.524            | 14.4%              | 1.472              |
| 18   | 2024年11月24日 | 17.2%            | 3.017            | 15.6%              | 1.750              |
| 19   | 2024年11月30日 | 16.2%            | 2.775            | 14.7%              | 1.631              |
| 20   | 2024年12月1日  | 17.1%            | 2.916            | 15.7%              | 1.762              |
| 21   | 2024年12月7日  | 14.1%            | 2.489            | 13.4%              | 1.497              |
| 22   | 2024年12月8日  | 16.2%            | 2.887            | 15.2%              | 1.741              |
| 23   | 2024年12月14日 | 14.5%            | 2.580            | 12.8%              | 1.463              |
| 24   | 2024年12月15日 | 16.8%            | 2.872            | 16.0%              | 1.774              |
| 25   | 2024年12月21日 | 16.0%            | 2.629            | 14.4%              | 1.543              |
| 26   | 2024年12月22日 | 17.2%            | 3.148            | 15.9%              | 1.858              |
| 27   | 2024年12月28日 | 15.4%            | 2.599            | 13.8%              | 1.467              |
| 28   | 2024年12月29日 | 15.6%            | 2.720            | 14.1%              | 1.600              |
| 29   | 2025年1月4日   | 17.4%            | 3.222            | 16.1%              | 1.905              |
| 30   | 2025年1月5日   | 18.9%            | 3.511            | 18.2%              | 2.178              |
| 31   | 2025年1月11日  | 17.8%            | 3.270            | 16.4%              | 1.926              |
| 32   | 2025年1月12日  | 19.6%            | 3.565            | 18.5%              | 2.168              |
| 33   | 2025年1月18日  | 17.4%            | 3.108            | 16.4%              | 1.897              |
| 34   | 2025年1月19日  | 19.0%            | 3.484            | 17.6%              | 2.135              |
| 35   | 2025年1月25日  | 18.3%            | 3.364            | 16.4%              | 2.007              |
| 36   | 2025年1月26日  | 19.7%            | 3.709            | 18.2%              | 2.241              |

## 奖项荣誉
| 年份   | 颁奖礼                 | 奖项                        | 入围者 | 结果 | 参考    |
| ------ | ---------------------- | --------------------------- | ------ | ---- | ------- |
| 2024年 | 第10届APAN Star Awards | 长篇连续剧 女子最优秀演技奖 | 琴世祿 | 提名 |         |
| 2024年 | 第10届APAN Star Awards | 长篇连续剧 男子最优秀演技奖 | 金正賢 | 提名 |         |
| 2024年 | KBS演技大奖            | 大奖                        | 金正賢 | 待定 | [ 134 ] |
| 2024年 | KBS演技大奖            | 大奖                        | 朴志暎 | 待定 | [ 134 ] |

## 外部連結
- 官方网站 
- Daum上《熨斗家族》的資料

## 電視節目的變遷
| KBS 2TV 特別企劃週末劇                                                                                     | KBS 2TV 特別企劃週末劇                               | KBS 2TV 特別企劃週末劇 |
| --- | ---------------------------------------------------- | ---------------------- |
| | 熨斗家族 （2024年9月28日—2025年1月26日）             |                        |
| 歷史電視劇 自由人李會榮 （2010年8月29日—2010年9月12日）週末劇 美女與純情男 （2024年3月23日—2024年9月22日） | 週末劇 拜託老鷹5兄弟！ （2025年2月1日—2025年8月3日） |                        |

| 全世界 KBS World 週末 21:00 - 22:20（UTC+9）           | 全世界 KBS World 週末 21:00 - 22:20（UTC+9） | 全世界 KBS World 週末 21:00 - 22:20（UTC+9） |
| ------------------------------------------------------ | -------------------------------------------- | -------------------------------------------- |
|                                                        | Iron Family （2024年10月12日—2025年2月9日）  |                                              |
| Beauty and Mr. Romantic （2024年4月6日—2024年10月6日） | For Eagle Brothers （2025年2月15日—）        |                                              |

| 香港 Viu 頻道 星期一至五 20:00 - 21:00        | 香港 Viu 頻道 星期一至五 20:00 - 21:00  | 香港 Viu 頻道 星期一至五 20:00 - 21:00 |
| --------------------------------------------- | --------------------------------------- | -------------------------------------- |
|                                               | 熨斗家族 （2025年3月27日—2025年6月6日） |                                        |
| 美女與純情男 （2024年12月12日—2025年3月26日） | 頭腦共助 （2025年6月9日—2025年7月8日）  |                                        |